# Рогозний Григорій Кіндратович
Рогозний Григорій Кіндратович (нар. 17 листопада 1893, Сокільна, Полтавська губернія — пом. Люксембург) — український військовий діяч, сотник артилерії Армії УНР. Відомий низкою спогадів про події Радянсько-української війни, виданих окремо книжками, а також у періодичних виданнях.

## Життєпис
Гриць Рогозний народився 17 листопада 1893 року у селі Сокільна Полтавської губернії.
Під час Першої світової війни — старшина російської артилерії на Кавказькому фронті. Був учасником Всеукраїнського фронтового з'їзду у Трапезунді, в наслідок якого відбулася українізація частини російської імператорської армії.
В українському війську Рогозний з 1918 року. У 1919 році Григорій Рогозний — старшина Запорізького корпусу армії УНР. Пізніше — сотник 16-го легкого гарматного куреня 6-ї Січової стрілецької дивізії Армії УНР. Учасник польсько-українського походу на Київ 1920 року. Двічі був поранений у боях з Радянською Росією. У листопаді 1920 року, разом з Армією УНР, відійшов на західний берег річки Збруч та був інтернований у Польщі.
У 1921 році Григорій узяв участь у Листопадовому рейді Повстанської армії УНР у складі Волинської повстанської групи під командуванням генерала-хорунжого Юрія Тютюнника. Грицю Рогозному дивом вдалося вціліти у бою під Малими Міньками. Після цієї трагедії він ще деякий час залишався в Україні в одному з повстанських загонів.
У 1923 році Гриць Рогозний виїхав до Люксембургу.
На еміграції у Чернівцях була опублікована низка спогадів Рогозного про події тієї війни: «Базар» (1934), «До тайни вбивства полковника Ю. О. Отмарштайна» (1935), «Ще до вбивства Отмарштайна» (1935). У 1942 році у тижневику «Український вісник» Українського Національного Об'єднання була надрукована ще одна стаття спогадів Рогозного, написана ще 1921 року — «Спогади про Другий Зимовий похід».
Подальша доля Григорія Рогозного невідома. Помер у Люксембурзі. Дата смерті та місце поховання станом на 5 січня 2021 року невідомі.